# Bordeaux-Paris 1911
Bordeaux-Paris 1911 est la 21e édition de la course cycliste Bordeaux-Paris qui se déroula le 14 mai 1911.
La victoire finale revient à François Faber qui attaque à près de 300 kilomètres de l'arrivée : il parvient à lâcher son rival Octave Lapize puis son équipier Gustave Garrigou et s'adjuge la victoire finale en arrivant à Paris, vingt minutes avant ce dernier.

## Classement général final
| Classement final général | Classement final général | Classement final général | Classement final général | Classement final général |
|                          | Coureur                  | Pays                     | Équipe                   | Temps                    |
| ------------------------ | ------------------------ | ------------------------ | ------------------------ | ------------------------ |
| 1er                      | François Faber           | Luxembourg               | Alcyon                   |                          |
| 2e                       | Gustave Garrigou         | France                   | Alcyon                   |                          |
| 3e                       | Jules Masselis           | Belgique                 | Alcyon                   |                          |
| 4e                       | François Lafourcade      | France                   | Automoto                 |                          |
| 5e                       | Ernest Paul              | France                   | Alcyon                   |                          |
| 6e                       | Édouard Léonard          | France                   | Alcyon                   |                          |
| 7e                       | Philippe Pautrat         | France                   | Panneton                 |                          |
| 8e                       | Augustin Ringeval        | France                   |                          |                          |
| 9e                       | Alfred Faure             | France                   | Automoto                 |                          |
| 10e                      | Jules Deloffre           | France                   | Panneton                 |                          |
| modifier                 |                          |                          |                          |                          |